# Landtags- und Gemeinderatswahl in Wien 2025
- SPÖ: 43
- GRÜNE: 15
- NEOS: 10
- ÖVP: 10
- FPÖ: 22

- Landesregierung: 53
- Opposition: 47

Die Landtags- und Gemeinderatswahl in Wien 2025 fand am 27. April 2025 gemeinsam mit der Bezirksvertretungswahl statt. Wahlberechtigt waren knapp über 1,1 Millionen Menschen. Die SPÖ unter Bürgermeister Michael Ludwig blieb trotz leichter Verluste klar stärkste Kraft. Die 39,38 % markieren jedoch für die Sozialdemokraten das zweitschwächste Ergebnis seit 1945. Auf Platz zwei folgte die FPÖ unter Dominik Nepp, die ihren Stimmenanteil fast verdreifachen konnte. Die Grünen konnten ihren Stimmenanteil in etwa halten. Die mit der SPÖ regierenden NEOS erreichten 10 %, den vierten Platz und ihr bisher bestes Ergebnis in Wien. Große Verliererin war die ÖVP unter Karl Mahrer, die ihren Stimmenanteil mehr als halbierte und auf den fünften Platz abrutschte. Die KPÖ scheiterte wie auch das Team HC Strache an der 5%-Hürde.

## Ausgangslage
Bei der Landtagswahl 2020 konnte die SPÖ unter Bürgermeister Michael Ludwig nach dem Abwärtstrend der letzten Wahlen ihr Ergebnis von 2015 verbessern und wurde mit 41,6 % erneut stärkste Partei. Die Grünen unter Birgit Hebein verbesserten sich ebenfalls und erreichten mit 14,8 % ihr bisher bestes Ergebnis in Wien. Auch die NEOS unter Christoph Wiederkehr konnten geringe Zugewinne verbuchen und erreichten 7,5 %. Die größte Gewinnerin war die ÖVP mit Bundesfinanzminister Gernot Blümel als Spitzenkandidat: Nachdem die Partei 2015 noch ihr schlechtestes Ergebnis aller Zeiten hinnehmen musste, konnte sie ihren Wähleranteil nun mehr als verdoppeln und erhielt 20,4 % der Stimmen. Die einzige Verliererin der Wahl war die FPÖ unter Dominik Nepp, welche mehr als zwei Drittel ihres Wähleranteils verlor und mit 7,1 % ihr schlechtestes Ergebnis seit der Landtags- und Gemeinderatswahl 1983 erreichte. Das neu angetretene Team HC Strache schaffte den Einzug mit 3,3 % nicht, ebenso die Kleinparteien LINKS mit 2,1 %, die Bierpartei mit 1,8 % und SÖZ mit 1,2 %. Andere Kleinparteien spielten keine Rolle.
2020 waren 1.133.010 Personen wahlberechtigt, davon 597.027 Frauen und 535.983 Männer. Die Wahlbeteiligung sank stark auf 65,27 %. Dies war allerdings noch eine höhere Beteiligung als bei der Landtagswahl 2005 mit der bisher niedrigsten Wahlbeteiligung von 60,81 %. Der Anteil an Briefwahlstimmen erreichte im Zuge der Corona-Pandemie mit 28,34 % einen neuen Höchststand.
Nach Sondierungen zwischen der Bürgermeisterpartei SPÖ jeweils mit ÖVP, Grünen und NEOS entschied sich die SPÖ zur Aufnahme von Koalitionsverhandlungen mit den NEOS anstatt mit dem bisherigen Koalitionspartner, den Grünen. Einer Koalition mit der ÖVP wurde aufgrund von wenig inhaltlichen Übereinstimmungen eine Absage erteilt. Mit der FPÖ kam für die SPÖ keine Koalition infrage.
Am 16. November 2020 wurden die ersten Inhalte des neuen Koalitionsvertrages vorgestellt. Am 24. November 2020 wurde Michael Ludwig (SPÖ) mit 60 von 100 Stimmen – davon 54 von der neuen Koalition – zum Bürgermeister wiedergewählt und die neue Stadtregierung von Bundespräsident Alexander Van der Bellen angelobt (Landesregierung und Stadtsenat Ludwig II).

## Parteien und Kandidaturen
Für Landtags- und Gemeinderatswahlen in Wien gilt eine 5-Prozent-Hürde. In der Vergangenheit hatten sich die NEOS für eine Absenkung der Sperrklausel auf 3 % eingesetzt.
Für die SPÖ ist Bürgermeister Ludwig erneut als Spitzenkandidat angetreten, unmittelbar dahinter folgten die weiteren SPÖ-Stadtregierungsmitglieder. Die Wiener ÖVP wählte Karl Mahrer zum Spitzenkandidaten, Listenzweite ist Wirtschaftskammer Wien-Vizepräsidentin Kasia Greco. Am 22. Februar 2025 wurde Judith Pühringer von der Landesversammlung der Wiener Grünen mit 87,2 % zur Spitzenkandidatin gewählt, dahinter folgt mit Peter Kraus der zweite Landessprecher der Partei. Bei der NEOS-Mitgliederversammlung wurde Vizebürgermeister Christoph Wiederkehr mit 90,4 % der Stimmen zum Spitzenkandidat gewählt, auf dem zweiten Platz kandidiert Selma Arapović. Nach dem Wechsel von Wiederkehr in die Bundesregierung Stocker und seinem Rückzug als NEOS-Spitzenkandidat wurde Arapović neue Listenerste.
Bei der FPÖ wurde Landesparteichef Dominik Nepp im Jänner 2025 vom Landesparteivorstand als erneuter Spitzenkandidat nominiert.
Im April 2024 gab Ex-Vizekanzler Heinz-Christian Strache bekannt, mit seiner Partei Team HC Strache – Allianz für Österreich (HC) erneut kandidieren zu wollen. Die Partei ist seit der letzten Wahl in einigen Bezirken vertreten. SÖZ, welches auch den Einzug in einige Bezirksparlamente schaffte, plant ebenfalls einen erneuten Antritt. KPÖ und LINKS treten wie das letzte Mal gemeinsam an. Die notwendigen Unterstützungserklärungen bis zum Stichtag Ende Februar 2025 für ein wienweites Antreten sammelten letztendlich KPÖ/LINKS sowie das Team HC Strache. Die SÖZ schaffte es auf den Stimmzettel in mehreren Wahlkreisen, ausgenommen von Innen-West (bestehend aus den Bezirken sieben, acht und neun), Hietzing und Döbling. Die Liste Pro 23 tritt nur im Wahlkreis Liesing an, die Plattform Obdachlos – Armut – Arbeitslos – Teuerung (HERZ) im Wahlkreis Favoriten.

### Parteien ohne Kandidatur
Um den erstmaligen Einzug in den Wiener Gemeinderat und Landtag bemühten sich auch die Europapartei Volt Österreich (VOLT) und die Transparente Partei Österreich (TPÖ). Die Freisinnigen (FREIE), rund um den ehemaligen BZÖ-Generalsekretär Christian Ebner, strebten auch einen Antritt zur Wahl an. Die Liste Madeleine Petrovic (LMP) der ehemaligen Grünen-Politikerin Madeleine Petrovic wollte ebenso bei der Wien-Wahl antreten, wie die Unabhängigkeitsbewegung Österreichs (UBÖ), die einen EU-Austritt anstrebt. Zu den weiteren Kleinparteien, die sich um eine Kandidatur bemühten, zählte eine Liste T.R.U.M.P. oder die Demokratische Alternative (DA).
Außerdem bewarb sich eine Liste STRACHE, deren Abkürzung laut der beim Innenministerium hinterlegten Satzung „Sozial TRAditionelle CHristlichnationale Einheitspartei“ steht. Heinz-Christian Strache ortete aufgrund der Ähnlichkeit des Namens mit seiner Partei „Wählertäuschung“. Die Kandidaturen für die Landtags- und Gemeinderatswahlen scheiterten, wobei manche Kleinparteien vereinzelt bei der gleichzeitig stattfindenden Bezirksvertretungswahl antreten.
Die Bierpartei hat am 3. Februar 2025 angekündigt, bei der Wiener Landtags- und Gemeinderatswahl nicht und auch bei keiner anderen Wahl mehr antreten zu wollen.

### Vorfälle
Am 15. April 2025 wurde bekannt, dass der FPÖ-Kandidat in Wien-Donaustadt, Robert Podany, auf dem Stimmzettel steht, obwohl er im Dezember 2024 wegen NS-Wiederbetätigung zu 17 Monaten bedingter Haft verurteilt wurde. Podany wurde nach Bekanntwerden des Urteils aus der FPÖ ausgeschlossen. Die Parteiführung gab an, von seinen Aktivitäten nichts gewusst zu haben. Eine Verurteilung dieser Höhe schließt zudem laut § 42 der Wiener Gemeindewahlordnung die Kandidatur bei der Wahl aus, weshalb die MA 62 bei Podany einen Strafregisterauszug angefordert hat.
In einem Wahlsprengel in der Seestadt in Wien Donaustadt wurde ein Ordner angeblich beobachtet, als er versuchte Wahlberechtigte zur Wahl der SPÖ zu animieren. Die FPÖ kündigte an, den Vorfall anzeigen zu wollen.

## Fristen und Hürden für Parteien
Die Vorverlegung wurde im Wiener Rathaus von allen Landtagsfraktionen im Jänner 2025 einstimmig beschlossen. Alle Parteien und Listen, die nicht die Fünf-Prozent-Hürde für den Einzug ins Stadtparlament geschafft haben oder erstmals antreten, müssen für einen Antritt Unterschriften sammeln. Diesen bleibt bis zum 28. Februar 2025 Zeit, um Unterstützungserklärungen zu sammeln und bei der Wahlbehörde einzureichen. In jedem der 18 Wahlkreise braucht es mindestens 100 Unterschriften, um landesweit für den Wiener Gemeinderat und Landtag kandidieren zu können. Von jeder wahlberechtigten Person kann eine Unterstützungserklärung für die Gemeinderatswahl und eine Unterstützungserklärung für die Bezirksvertretungswahl abgegeben werden. Den Gemeinderat dürfen alle Personen mit österreichischer Staatsbürgerschaft wählen, die bis zum 27. April 2009 geboren wurden (vollendetes 16. Lebensjahr am Wahltag) und ihren Hauptwohnsitz spätestens am Stichtag der Wahl, dem 28. Jänner 2025, in Wien begründet haben. Für die Bezirksvertretungswahl gibt es eine Hürde von 50 Unterschriften je Wiener Gemeindebezirk, sofern eine Partei dort keinen Sitz hat.

## Sonntagsfrage
Im Folgenden sind sämtliche bekannte Umfragewerte sowie die zugehörigen Befragungsdaten aufgeführt:
| Veröffentl. | Institut/Auftraggeber        | Befragte | Zeitraum          | Methodik 1 | SPÖ    | ÖVP    | GRÜNE  | NEOS   | FPÖ    | HC    | KPÖ 2 | BIER  | Sonst. |
| --- | ---------------------------- | -------- | ----------------- | ---------- | ------ | ------ | ------ | ------ | ------ | ----- | ----- | ----- | ------ |
| 27.04.2025 | Landtagswahl                 | —        | —                 | —          | 39,4 % | 9,7 %  | 14,5 % | 10,0 % | 20,4 % | 1,1 % | 4,1 % | —     | 0,9 %  |
| 24.04.2025 | Market-Lazarsfeld/ÖSTERREICH | 845      | 17.04-20.04.2025  | O          | 37 %   | 11 %   | 13 %   | 9 %    | 23 %   | —     | 4 %   | —     | 3 %    |
| 20.04.2025 | IFDD/Kronen Zeitung          | 1.000    | 15.–18.04.2025    | O          | 38 %   | 11 %   | 13 %   | 9 %    | 22 %   | 2 %   | 4 %   | —     | 1 %    |
| 13.04.2025 | Market/DER STANDARD          | 802      | 07.–10.04.2025    | O          | 38 %   | 11 %   | 12 %   | 11 %   | 21 %   | 2 %   | 4 %   | —     | 1 %    |
| 12.04.2025 | OGM/Kurier                   | 917      | 04.–09.04.2025    | O          | 39 %   | 12 %   | 12 %   | 9 %    | 21 %   | 2 %   | 3 %   | —     | 2 %    |
| 11.04.2025 | Unique Research/HEUTE        | 1200     | 03.–10.04.2025    | T+O        | 39 %   | 11 %   | 12 %   | 9 %    | 22 %   | 2 %   | 4 %   | —     | 1 %    |
| 10.04.2025 | IFDD/DIE GRÜNEN Wien         | 1000     | 28.03.–01.04.2025 | O          | 39 %   | 12 %   | 12 %   | 9 %    | 21 %   | 2 %   | 4 %   | —     | 1 %    |
| 03.04.2025 | Market-Lazarsfeld/ÖSTERREICH | 836      | 27.–31.03.2025    | O          | 38 %   | 10 %   | 12 %   | 9 %    | 24 %   | —     | 4 %   | —     | 3 %    |
| 27.03.2025 | IFDD/W24                     | 910      | 21.–24.03.2025    | O          | 40 %   | 11 %   | 12 %   | 9 %    | 21 %   | 2 %   | 4 %   | —     | 1 %    |
| 16.03.2025 | IFDD/Kronen Zeitung          | 1000     | 11.–15.03.2025    | O          | 40 %   | 10 %   | 12 %   | 9 %    | 22 %   | 2 %   | 4 %   | —     | 1 %    |
| 30.01.2025 | Unique Research/HEUTE        | 800      | 27.–30.01.2025    | T+O        | 40 %   | 10 %   | 11 %   | 9 %    | 23 %   | 1 %   | 4 %   | 1 %   | 1 %    |
| 23.01.2025 | Market-Lazarsfeld/ÖSTERREICH | 800      | 20.–22.01.2025    | O          | 36 %   | 12 %   | 16 %   | 10 %   | 20 %   | —     | 4 %   | 1 %   | 1 %    |
| 20.01.2025 | Demox Research/ÖVP Wien      | 1000     | 16.–17.01.2025    | O          | 39 %   | 13 %   | 9,5 %  | 7,5 %  | 23 %   | —     | 3 %   | 3 %   | 2 %    |
| 12.12.2024 | IFDD/W24                     | 1000     | 04.–06.12.2024    | O          | 37 %   | 11 %   | 12 %   | 10 %   | 22 %   | —     | 4 %   | 3 %   | 1 %    |
| 29.09.2024 | Nationalratswahl             | —        | —                 | —          | 29,9 % | 17,4 % | 12,3 % | 11,4 % | 20,7 % | —     | 3,8 % | 2,1 % | 2,4 %  |
| 06.09.2024 | IFDD/W24                     | 1000     | 02.–05.09.2024    | O          | 35 %   | 13 %   | 11 %   | 9 %    | 19 %   | —     | 4 %   | 6 %   | 3 %    |
| 03.09.2024 | Demox Research/ÖVP Wien      | 1000     | 16.–21.08.2024    | O          | 34 %   | 14 %   | 12 %   | 8,5 %  | 19 %   | —     | 4 %   | 6,5 % | 2 %    |
| 18.08.2024 | Market/DER STANDARD          | 771      | 06.–12.08.2024    | P+O        | 36 %   | 15 %   | 10 %   | 9 %    | 19 %   | —     | 3 %   | 7 %   | 1 %    |
| 29.06.2024 | IFDD/W24                     | 1000     | 24.–27.06.2024    | O          | 36 %   | 12 %   | 12 %   | 8 %    | 19 %   | —     | 4 %   | 7 %   | 2 %    |
| 09.06.2024 | Europawahl                   | —        | —                 | —          | 29,7 % | 14,2 % | 18,0 % | 13,5 % | 18,1 % | —     | 4,7 % | —     | 1,9 %  |
| 02.04.2024 | IFDD/W24                     | 1000     | 21.–26.03.2024    | O          | 36 %   | 11 %   | 11 %   | 8 %    | 21 %   | —     | 4 %   | 8 %   | 1 %    |
| 23.12.2023 | IFDD/W24                     | 1026     | 14.–19.12.2023    | O          | 37 %   | 11 %   | 11 %   | 8 %    | 21 %   | —     | 3 %   | 7 %   | 2 %    |
| 09.10.2023 | Unique Research/HEUTE        | 813      | 02.–05.10.2023    | T+O        | 35 %   | 10 %   | 8 %    | 8 %    | 23 %   | —     | 3 %   | 12 %  | 1 %    |
| 25.09.2023 | IFDD/W24                     | 1000     | 18.–22.09.2023    | O          | 39 %   | 12 %   | 12 %   | 7 %    | 20 %   | —     | 3 %   | 5 %   | 2 %    |
| 08.06.2023 | IFDD/WH Media                | 1000     | 03.–05.06.2023    | O          | 40 %   | 13 %   | 11 %   | 7 %    | 20 %   | —     | 3 %   | 6 %   | —      |
| 11.10.2020 | Landtagswahl                 | —        | —                 | —          | 41,6 % | 20,4 % | 14,8 % | 7,5 %  | 7,1 %  | 3,3 % | 2,1 % | 1,8 % | 1,4 %  |
| 1 Bis Mai 2024 wurden laut den VdMI-Qualitätsrichtlinien reine Online-Befragungen für Sonntagsfragen als ungeeignet eingestuft. T = Telefonisch, O = Online, P = Persönlich 2 2020: LINKS |                              |          |                   |            |        |        |        |        |        |       |       |       |        |

| \| Veröffentl. \| Institut/Auftraggeber \| Befragte \| Zeitraum \| Methodik 1 \| SPÖ \| ÖVP \| GRÜNE \| NEOS \| FPÖ \| BIER \| MFG \| Sonst. \| \| ----------------------------------------------------------------------------------------------------------------------------------------------------------------------------------------------------------------------------------------------------------------------------------------------------------------------------------------------------------------------------------------------------------------------------------------------- \| --------------------- \| -------- \| -------------- \| ---------- \| ------ \| ------ \| ------ \| ----- \| ----- \| ----- \| --- \| ------ \| \| 01.12.2022 \| IFDD/WH Media \| 1000 \| 25.–29.11.2022 \| O \| 42 % \| 11 % \| 9 % \| 7 % \| 19 % \| 8 % \| — \| 4 % \| \| 12.09.2022 \| IFDD/WH Media \| 1000 \| 05.–09.09.2022 \| O \| 42 % \| 11 % \| 10 % \| 8 % \| 16 % \| 8 % \| 2 % \| 3 % \| \| 10.07.2022 \| TCS-Heuritsch/n. a. 3 \| 1000 \| Juni 2022 \| T+O \| 47 % \| 10 % \| 10 % \| 8 % \| 18 % \| — \| 4 % \| 3 % \| \| 05.05.2022 \| IFDD/WH Media \| 1250 \| 25.–28.04.2022 \| O \| 47 % \| 11 % \| 10 % \| 9 % \| 14 % \| 5 % \| 3 % \| 1 % \| \| 27.02.2022 \| IFDD/Kronen Zeitung \| 800 \| 21.–25.02.2022 \| O \| 46 % \| 12 % \| 9 % \| 8 % \| 14 % \| 6 % \| 4 % \| 1 % \| \| 26.02.2022 \| OGM/Kurier \| 802 \| 22.–24.02.2022 \| O \| 47 % \| 13 % \| 11 % \| 8 % \| 13 % \| 3 % \| 3 % \| 2 % \| \| 09.02.2022 \| Market/DER STANDARD \| 805 \| 03.–07.02.2022 \| P+O \| 46 % \| 14 % \| 13 % \| 10 % \| 9 % \| — \| 3 % \| 5 % \| \| 11.10.2020 \| Landtagswahl[56] \| — \| — \| — \| 41,6 % \| 20,4 % \| 14,8 % \| 7,5 % \| 7,1 % \| 1,8 % \| — \| 6,8 % \| \| 1 laut den VdMI-Qualitätsrichtlinien sind reine Online-Befragungen für Sonntagsfragen nicht geeignet.[59] T = Telefonisch, O = Online, P = Persönlich 3 Diese Umfrage wurde laut Medienberichterstattung von einem Mitglied der FPÖ durchgeführt[60][61][62] und deren Auftraggeber wird nicht genannt, was den gängigen Richtlinien des Verbands der Markt- und Meinungsforschungsinstitute widerspricht.[63] Siehe dazu auch Mitläufereffekt. \| \| \| \| \| \| \| \| \| \| \| \| \| |                       |          |                |            |        |        |        |       |       |       |     |        |
| Veröffentl. | Institut/Auftraggeber | Befragte | Zeitraum       | Methodik 1 | SPÖ    | ÖVP    | GRÜNE  | NEOS  | FPÖ   | BIER  | MFG | Sonst. |
| 01.12.2022 | IFDD/WH Media         | 1000     | 25.–29.11.2022 | O          | 42 %   | 11 %   | 9 %    | 7 %   | 19 %  | 8 %   | —   | 4 %    |
| 12.09.2022 | IFDD/WH Media         | 1000     | 05.–09.09.2022 | O          | 42 %   | 11 %   | 10 %   | 8 %   | 16 %  | 8 %   | 2 % | 3 %    |
| 10.07.2022 | TCS-Heuritsch/n. a. 3 | 1000     | Juni 2022      | T+O        | 47 %   | 10 %   | 10 %   | 8 %   | 18 %  | —     | 4 % | 3 %    |
| 05.05.2022 | IFDD/WH Media         | 1250     | 25.–28.04.2022 | O          | 47 %   | 11 %   | 10 %   | 9 %   | 14 %  | 5 %   | 3 % | 1 %    |
| 27.02.2022 | IFDD/Kronen Zeitung   | 800      | 21.–25.02.2022 | O          | 46 %   | 12 %   | 9 %    | 8 %   | 14 %  | 6 %   | 4 % | 1 %    |
| 26.02.2022 | OGM/Kurier            | 802      | 22.–24.02.2022 | O          | 47 %   | 13 %   | 11 %   | 8 %   | 13 %  | 3 %   | 3 % | 2 %    |
| 09.02.2022 | Market/DER STANDARD   | 805      | 03.–07.02.2022 | P+O        | 46 %   | 14 %   | 13 %   | 10 %  | 9 %   | —     | 3 % | 5 %    |
| 11.10.2020 | Landtagswahl          | —        | —              | —          | 41,6 % | 20,4 % | 14,8 % | 7,5 % | 7,1 % | 1,8 % | —   | 6,8 %  |
| 1 laut den VdMI-Qualitätsrichtlinien sind reine Online-Befragungen für Sonntagsfragen nicht geeignet. T = Telefonisch, O = Online, P = Persönlich 3 Diese Umfrage wurde laut Medienberichterstattung von einem Mitglied der FPÖ durchgeführt und deren Auftraggeber wird nicht genannt, was den gängigen Richtlinien des Verbands der Markt- und Meinungsforschungsinstitute widerspricht. Siehe dazu auch Mitläufereffekt. |                       |          |                |            |        |        |        |       |       |       |     |        |

| \| Veröffentlichung \| Institut/Auftraggeber \| Befragte \| Zeitraum \| Methodik 1 \| SPÖ \| ÖVP \| GRÜNE \| NEOS \| FPÖ \| Sonst. \| \| ------------------------------------------------------------------------------------------------------------------------------------------------------------------------------------- \| ------------------------------ \| -------- \| ----------------- \| ---------- \| ------ \| ------ \| ------ \| ----- \| ----- \| ------- \| \| 18.12.2021 \| IFDD/WH Media/W24 \| 1250 \| 12.–16.12.2021 \| O \| 45 % \| 12 % \| 10 % \| 9 % \| 14 % \| 10 % \| \| 09.10.2021 \| IFDD/Kronen Zeitung \| 1000 \| 04.–09.10.2021 \| O \| 45 % \| 13 % \| 11 % \| 9 % \| 16 % \| 6 % \| \| 31.08.2021 \| Triple M Matzka/W24 \| 1004 \| 19.–27.08.2021 \| O \| 45 % \| 15 % \| 11 % \| 11 % \| 15 % \| 3 % \| \| 29.07.2021 \| Peter Hajek/SPÖ Wien \| 800 \| 16.–20.07.2021 \| O \| 45 % \| 16 % \| 10 % \| 9 % \| 15 % \| 5 % \| \| 10.06.2021 \| Triple M Matzka/W24 \| 1018 \| 27.05.–04.06.2021 \| O \| 46 % \| 15 % \| 11 % \| 11 % \| 13 % \| 4 % \| \| 23.04.2021 \| IFDD/Kronen Zeitung \| 803 \| 15.–22.04.2021 \| O \| 46 % \| 16 % \| 9 % \| 10 % \| 14 % \| 5 % \| \| 10.04.2021 \| Triple M Matzka/W24 \| 1014 \| 26.03.–05.04.2021 \| O \| 46 % \| 16 % \| 11 % \| 11 % \| 13 % \| 3 % \| \| 08.04.2021 \| Research Affairs/TZ Österreich \| 500 \| 06.–08.04.2021 \| O \| 45 % \| 17 % \| 9 % \| 10 % \| 13 % \| 6 % \| \| 28.02.2021 \| Unique Research/SPÖ Wien \| 800 \| 19.–25.02.2021 \| O \| 46 % \| 19 % \| 9 % \| 9 % \| 12 % \| 5 % \| \| 24.01.2021 \| Triple M Matzka/W24 \| 1009 \| 05.–14.01.2021 \| O \| 44 % \| 18 % \| 12 % \| 9 % \| 12 % \| 5 % \| \| 22.11.2020 \| OGM/Kurier \| 800 \| 18.–19.11.2020 \| O \| 43 % \| 19 % \| 13 % \| 10 % \| 8 % \| 7 % 4 \| \| 11.10.2020 \| Landtagswahl[56] \| — \| — \| — \| 41,6 % \| 20,4 % \| 14,8 % \| 7,5 % \| 7,1 % \| 8,6 % 5 \| \| 1 laut den VdMI-Qualitätsrichtlinien sind reine Online-Befragungen für Sonntagsfragen nicht geeignet.[64] T = Telefonisch, O = Online, P = Persönlich 4 Inkl. HC 3 % 5 Inkl. HC 3,3 % \| \| \| \| \| \| \| \| \| \| \| |                                |          |                   |            |        |        |        |       |       |         |
| Veröffentlichung | Institut/Auftraggeber          | Befragte | Zeitraum          | Methodik 1 | SPÖ    | ÖVP    | GRÜNE  | NEOS  | FPÖ   | Sonst.  |
| 18.12.2021 | IFDD/WH Media/W24              | 1250     | 12.–16.12.2021    | O          | 45 %   | 12 %   | 10 %   | 9 %   | 14 %  | 10 %    |
| 09.10.2021 | IFDD/Kronen Zeitung            | 1000     | 04.–09.10.2021    | O          | 45 %   | 13 %   | 11 %   | 9 %   | 16 %  | 6 %     |
| 31.08.2021 | Triple M Matzka/W24            | 1004     | 19.–27.08.2021    | O          | 45 %   | 15 %   | 11 %   | 11 %  | 15 %  | 3 %     |
| 29.07.2021 | Peter Hajek/SPÖ Wien           | 800      | 16.–20.07.2021    | O          | 45 %   | 16 %   | 10 %   | 9 %   | 15 %  | 5 %     |
| 10.06.2021 | Triple M Matzka/W24            | 1018     | 27.05.–04.06.2021 | O          | 46 %   | 15 %   | 11 %   | 11 %  | 13 %  | 4 %     |
| 23.04.2021 | IFDD/Kronen Zeitung            | 803      | 15.–22.04.2021    | O          | 46 %   | 16 %   | 9 %    | 10 %  | 14 %  | 5 %     |
| 10.04.2021 | Triple M Matzka/W24            | 1014     | 26.03.–05.04.2021 | O          | 46 %   | 16 %   | 11 %   | 11 %  | 13 %  | 3 %     |
| 08.04.2021 | Research Affairs/TZ Österreich | 500      | 06.–08.04.2021    | O          | 45 %   | 17 %   | 9 %    | 10 %  | 13 %  | 6 %     |
| 28.02.2021 | Unique Research/SPÖ Wien       | 800      | 19.–25.02.2021    | O          | 46 %   | 19 %   | 9 %    | 9 %   | 12 %  | 5 %     |
| 24.01.2021 | Triple M Matzka/W24            | 1009     | 05.–14.01.2021    | O          | 44 %   | 18 %   | 12 %   | 9 %   | 12 %  | 5 %     |
| 22.11.2020 | OGM/Kurier                     | 800      | 18.–19.11.2020    | O          | 43 %   | 19 %   | 13 %   | 10 %  | 8 %   | 7 % 4   |
| 11.10.2020 | Landtagswahl                   | —        | —                 | —          | 41,6 % | 20,4 % | 14,8 % | 7,5 % | 7,1 % | 8,6 % 5 |
| 1 laut den VdMI-Qualitätsrichtlinien sind reine Online-Befragungen für Sonntagsfragen nicht geeignet. T = Telefonisch, O = Online, P = Persönlich 4 Inkl. HC 3 % 5 Inkl. HC 3,3 % |                                |          |                   |            |        |        |        |       |       |         |

### Umfrageergebnisse im Verlauf

Verlauf der Umfragewerte seit der Landtagswahl 2020

## Ergebnisse
|                 | Stimmen   | Stimmen   | Stimmen | Prozent | Prozent | Prozent  |
| 2025            | 2020      | +/-       | 2025    | 2020    | +/-     |          |
| --------------- | --------- | --------- | ------- | ------- | ------- | -------- |
| Wahlberechtigte | 1.109.936 | 1.133.010 | -23.074 |         |         |          |
| Abgegebene      | 696.345   | 739.485   | -43.140 | 62,74 % | 65,27 % | -2,53 %  |
| Gültige         | 681.808   | 725.501   | -43.693 | 97,91 % | 98,11 % | -0,20 %  |
| Ungültige       | 14.537    | 13.984    | 553     | 2,09 %  | 1,89 %  | 0,20 %   |
| SPÖ             | 268.514   | 301.967   | -33.453 | 39,38 % | 41,62 % | -2,24 %  |
| ÖVP             | 65.820    | 148.238   | -82.418 | 9,65 %  | 20,43 % | -10,78 % |
| GRÜNE           | 98.995    | 107.397   | -8.402  | 14,52 % | 14,80 % | -0,28 %  |
| NEOS            | 68.152    | 54.173    | 13.979  | 10,00 % | 7,47 %  | 2,53 %   |
| FPÖ             | 138.761   | 51.603    | 87.158  | 20,35 % | 7,11 %  | 13,24 %  |
| KPÖ             | 27.657    | 14.919    | 12.738  | 4,06 %  | 2,06 %  | 2,00 %   |
| HC              | 7.533     | 23.688    | -16.155 | 1,10 %  | 3,27 %  | -2,17 %  |
| SÖZ             | 5.737     | 8.742     | -3.005  | 0,84 %  | 1,20 %  | -0,36 %  |
| HERZ            | 114       | n.t.      |         | 0,02 %  | n.t.    | ±0,00 %  |
| PRO             | 525       | 376       | 149     | 0,08 %  | 0,05 %  | 0,03 %   |

Stimmenanteile der Parteien nach Gemeindebezirken
SPÖ
FPÖ
ÖVP
Grüne
Neos

## Regierungsbildung
In der Woche nach der Wahl traf sich Michael Ludwig nacheinander mit Vertreter der Neos, der Grünen und der ÖVP, mit denen jeweils eine Regierungsmehrheit möglich wäre. Am 5. Mai 2025 gab er bekannt, mit den Neos erneut eine rot-pinke Koalition bilden zu wollen. Am 10. Juni wurde Ludwig als Erster Bürgermeister wiedergewählt.